# Trincomalee
Trincomalee (tamil: திருகோணமலை, singalesisk: ත්‍රිකුණාමළය) er en by i det nordøstlige Sri Lanka med et indbyggertal på 99.135 (2012). Byen er hovedstad i et distrikt af samme navn. Byen er placeret på en halvø ud til Den Bengalske Bugt og er en af de vigtigste havnebyer i Sri Lanka.